# بكتيريا مائية بحرية وسيطة
بكتيريا مائية بحرية وسيطة (الاسم العلمي: Aquimarina intermedia) هي نوع من البكتيريا، سلبية الغرام، تتبع جنس بكتيريا مائية بحرية.